# Keurisi Meunasah Beurembang
Keurisi Meunasah Beurembang is een bestuurslaag in het regentschap Pidie Jaya van de provincie Atjeh, Indonesië. Keurisi Meunasah Beurembang telt 508 inwoners (volkstelling 2010).